# Nina van Koeckhoven
Nina van Koeckhoven, née le 6 octobre 1983 à Gand, est une nageuse belge.

## Carrière
Elle remporte aux Championnats d'Europe de natation 2000 la médaille d'argent du relais 4x100 mètres 4 nages avec Brigitte Becue, Sofie Wolfs et Fabienne Dufour, ainsi que la médaille de bronze du relais 4x100 mètres nage libre avec Liesbet Dreesen, Sofie Goffin et Tine Bossuyt.
Au niveau national, elle est sacrée championne de Belgique sur 100 m nage libre en 2000, 2002 et 2003, sur 200 m nage libre en 2000, 2002 et 2008 et sur 200 m 4 nages en 2006.